# Championnat de Formula Nippon 1996

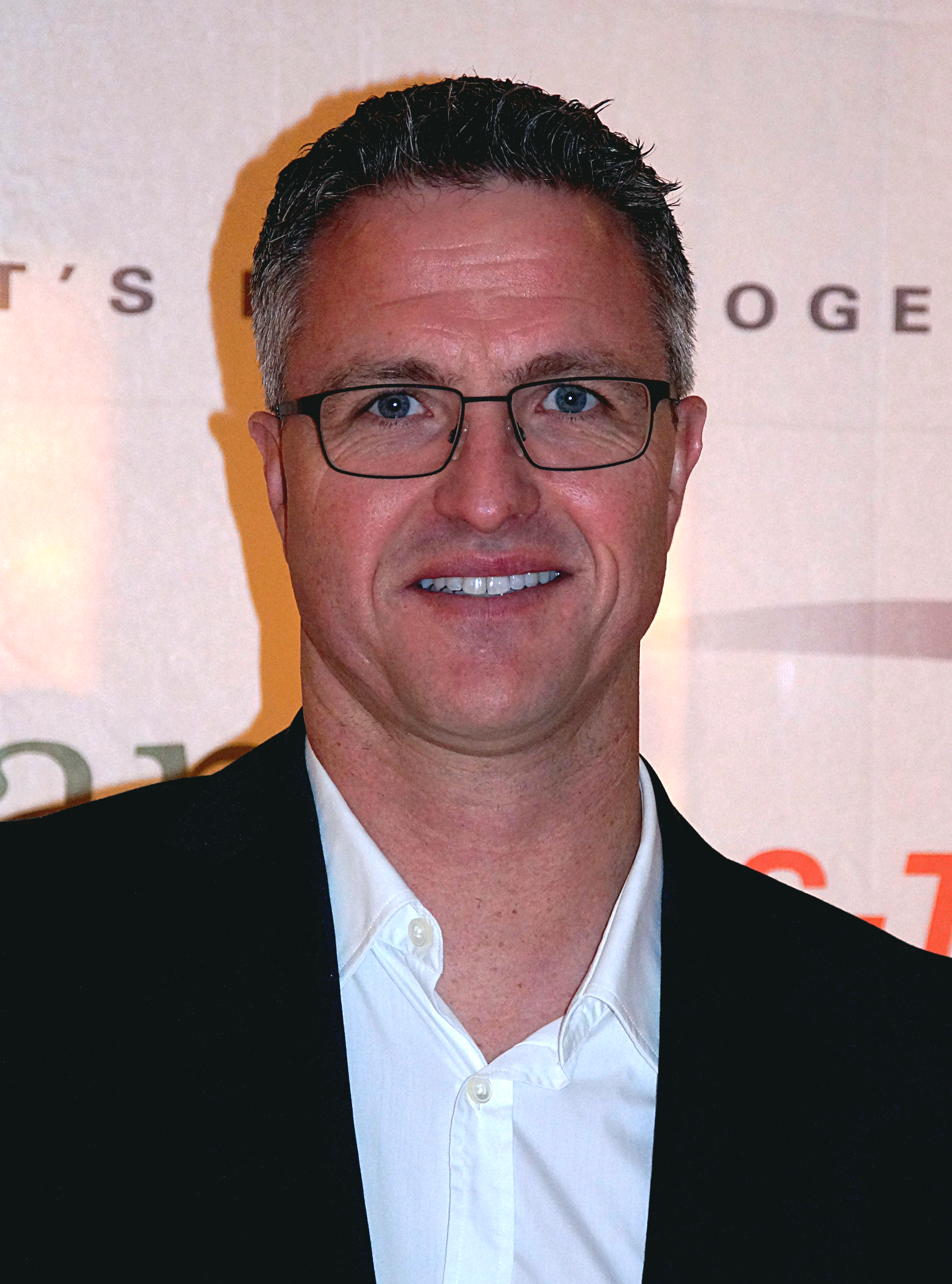
Ralph Schumascher, vainqueur du Championnat en 1996

Le championnat de Formula Nippon 1996 (nouveau nom de la F3000 japonaise) a été remporté par le pilote allemand Ralf Schumacher, sur une Reynard-Mugen du Team LeMans.

## Règlement sportif
- L'attribution des points s'effectue selon le barème 10,6,4,3,2,1.

## Courses de la saison 1996
| Date          | Lieu         | Vainqueur               | Nationalité | Voiture       | Écurie          |
| 28 avril      | Suzuka       | Kazuyoshi Hoshino       | Japon       | Lola-Mugen    | Team Impul      |
| 12 mai        | Mine         | Ralf Schumacher         | Allemagne   | Reynard-Mugen | Team LeMans     |
| 26 mai        | Fuji         | Norberto Fontana        | Argentine   | Lola-Mugen    | Team Nova       |
| 23 juin       | Tokachi (en) | Ralf Schumacher         | Allemagne   | Reynard-Mugen | Team LeMans     |
| 7 juillet     | Suzuka       | Toranosuke Takagi       | Japon       | Reynard-Mugen | Nakajima Racing |
| 4 août        | Sugo         | Toranosuke Takagi       | Japon       | Reynard-Mugen | Nakajima Racing |
| 1er septembre | Fuji         | Naoki Hattori           | Japon       | Reynard-Mugen | Team LeMans     |
| 15 septembre  | Mine         | Ralf Schumacher         | Allemagne   | Reynard-Mugen | Team LeMans     |
| 29 septembre  | Suzuka       | Naoki Hattori           | Japon       | Reynard-Mugen | Team LeMans     |
| 20 octobre    | Fuji         | Katsutomo Kaneishi (en) | Japon       | Reynard-Mugen | Super Aguri     |

## Classement des pilotes
| Classement | Pilote                  | Pays        | Voiture       | Écurie          | Nombre de points |
| ---------- | ----------------------- | ----------- | ------------- | --------------- | ---------------- |
| 1er        | Ralf Schumacher         | Allemagne   | Reynard-Mugen | Team LeMans     | 40               |
| 2e         | Naoki Hattori           | Japon       | Reynard-Mugen | Team LeMans     | 38               |
| 3e         | Kazuyoshi Hoshino       | Japon       | Lola-Mugen    | Team Impul      | 31               |
| 4e         | Toranosuke Takagi       | Japon       | Reynard-Mugen | Nakajima Racing | 25               |
| 5e         | Norberto Fontana        | Argentine   | Lola-Mugen    | Team Nova       | 22               |
| 6e         | Shinji Nakano           | Japon       | Dome-Mugen    | Dome            | 20               |
| 7e         | Katsutomo Kaneishi (en) | Japon       | Reynard-Mugen | Team Aguri      | 19               |
| 8e         | Pedro de la Rosa        | Espagne     | Lola-Mugen    | Team Nova       | 13               |
| 9e         | Takuya Kurosawa         | Japon       | Reynard-Mugen | Nakajima Racing | 10               |
| 10e        | Satoshi Motoyama        | Japon       | Reynard-Mugen | Team Aguri      | 9                |
| 11e        | Masami Kageyama         | Japon       | Lola-Mugen    | Advan Sport     | 8                |
| 12e        | Toshio Suzuki           | Japon       | Lola-Mugen    | Team Impul      | 7                |
| 13e        | Andrew Gilbert-Scott    | Royaume-Uni | Reynard-Mugen | Stellar         | 5                |
| 14e        | Masahiko Kageyama       | Japon       | Reynard-Mugen | Navi Connection | 4                |
| 15e        | Michael Krumm           | Allemagne   | Reynard-Mugen | Stellar         | 4                |
| 16e        | Marco Apicella          | Italie      | Reynard-Judd  | Team 5Zigen     | 3                |
| 17e        | Katsumi Yamamoto        | Japon       | Dome-Mugen    | Dome            | 1                |
| 17e        | Masahiko Kondo          | Japon       | Reynard-Mugen | Navi Connection | 1                |